# Buick Skyhawk
La Skyhawk è un'autovettura prodotta dalla Buick dal 1975 al 1980 e dal 1982 al 1989.
Dal 1975 al 1980 la Skyhawk è stata prodotta solo in versione hatchback due porte. Questa prima serie era a trazione posteriore. Dal 1982 al 1989 il modello, questa volta a trazione anteriore, fu invece disponibile in versione hatchback due porte, berlina quattro porte e familiare quattro porte. Nel primo periodo la Skyhawk è stata basata sul pianale H della General Motors e faceva parte della categoria delle vetture subcompact, mentre nel secondo periodo citato la Skyhawk era costruita sulla piattaforma J ed era parte della categoria delle vetture compact.

## La prima serie: 1975–1980
La prima serie della Buick Skyhawk è stata una vettura subcompact che poteva ospitare quattro passeggeri. Introdotta nel settembre del 1974, è stata prodotta dal model year 1975 al model year 1980. Considerando solo i 60 anni che precedettero il lancio della vettura sui mercati, la Skyhawk è stato il più piccolo modello prodotto dalla Buick. Questa prima generazione del modello derivava dalla Chevrolet Vega, con cui condivideva il pianale H, il passo e la larghezza. Questo pianale era la base anche per altri modelli come la Chevrolet Monza, la Oldsmobile Starfire e la Pontiac Sunbird. I concorrenti della Skyhawk erano la Toyota Celica, la Mercury Capri e la seconda serie della Ford Mustang. Offerta solo con carrozzeria hatchback due porte, questa prima generazione di Skyhawk è stata assemblata a Lordstown, nell'Ohio, ed a Sainte-Thérèse, in Canada.

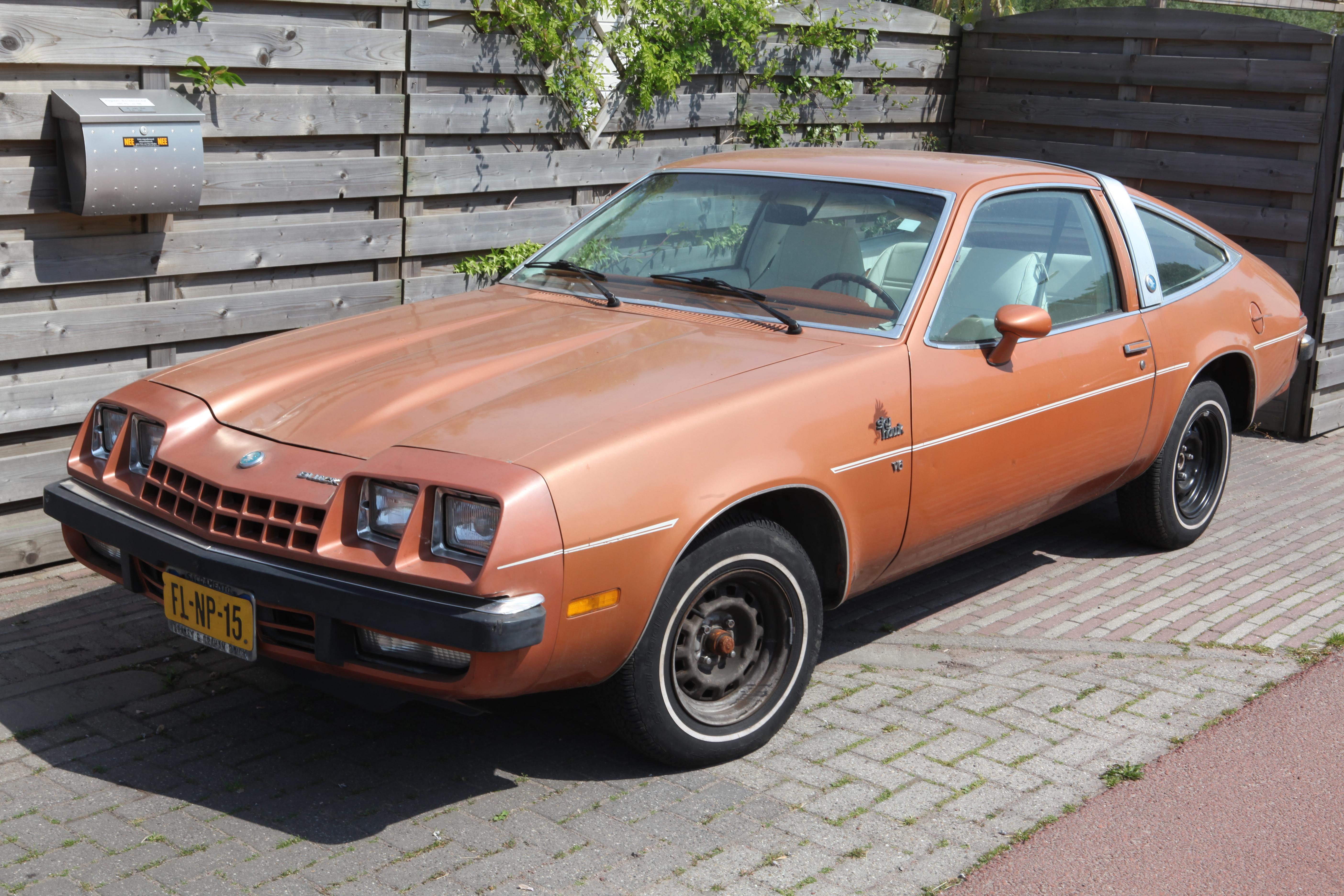
Una Buick Skyhawk prima serie

La Skyhawk, la Chevrolet Monza e la Oldsmobile Starfire sono stati i primi modelli ad adottare dei doppi fanali anteriori quadrati, mentre la linea della carrozzeria richiamava quella della Ferrari 365 GTC4. La Skyhawk era un veicolo a trazione posteriore con assale rigido. Durante il periodo in cui fu in produzione, la prima serie di Skyhawk è stata offerta solo con un motore V6 da 3,8 L che aveva in dotazione un carburatore doppio corpo, e che sviluppava 110 CV di potenza a 4.000 giri. Il propulsore era montato anteriormente. Era offerto di serie un cambio manuale a quattro rapporti, mentre era disponibile tra gli optional un cambio automatico a tre marce. Le sospensioni erano a quadrilateri, mentre quelle posteriori erano a bracci di torsione. Entrambe erano formate anche da molle elicoidali e da una barra antirollio (sia anteriore che posteriore). Questo sistema di sospensioni fu utilizzato in seguito sulla terza e sulla quarta generazione dei modelli General Motors basati sul pianale F (Chevrolet Camaro e Pontiac Firebird). Lo sterzo era a circolazione di sfere ed il servosterzo ad incidenza variabile era compreso tra l'equipaggiamento di serie. I freni anteriori erano a disco, mentre quelli posteriori erano a tamburo. Il sistema frenante era servoassistito.
Dopo l'introduzione della Skyhawk, a metà del 1975, venne lanciata sui mercati la Skyhawk S, cioè una versione economica e meno equipaggiata del modello base.
Nel 1976 fu aggiunto agli optional un cambio manuale a cinque rapporti ed i freni a disco diventarono ventilati. Un'altra nuova opzione era l'Astroroof, cioè un ampio tetto in vetro oscurato che era combinato con una larga banda in alluminio, la quale univa i due montanti centrali. Dal 1977 il tettuccio apribile convenzionale diventò opzionale. Esso fu spesso ordinato con la banda in alluminio che era associata all'Astroroof.
Nel 1979 la Skyhawk fu oggetto di un aggiornamento che portò alla sostituzione dei doppi fanali anteriori con delle luci singole (sempre di forma quadrata). Nell'anno in questione fu introdotto un pacchetto sportivo, il Road Hawk, che includeva la barra stabilizzatrice sia all'avantreno che al retrotreno, degli pneumatici più larghi ed un allestimento speciale per gli interni e per la carrozzeria. Era anche offerto il pacchetto Skyhawk Designers' Accent Edition che consisteva in un allestimento per le parti esteriori dell'auto. Esso comprendeva due tonalità di colore della carrozzeria, giallo o rosso.
Ci furono pochi cambiamenti per il model year 1980. Nell'ultimo anno in cui fu disponibile questa serie di Skyhawk, fu tolto dall'offerta il cambio manuale a cinque rapporti. Nel 1980 vennero quindi compresi nell'offerta solo il cambio manuale a quattro rapporti ed il cambio automatico a tre marce.
La prima serie della Skyhawk, che era basata sul pianale H, è stata sostituita nella primavera del 1981 (per il model year 1982) dalla nuova Buick Skyhawk, che era invece costruita sulla piattaforma J. Questa seconda generazione non fu una vera e propria sostituta della prima serie. Quest'ultima fu infatti un piccolo modello sportivo appartenente alla categoria delle vetture subcompact, mentre la seconda serie fu un modello offerto in una gamma completa, che era formata dalle versioni berlina due e quattro porte, hatchback due porte e familiare quattro porte.
L'assemblaggio della prima serie della Skyhawk e della Oldsmobile Starfire cessò il 21 dicembre 1979 per permettere, tra l'altro, una produzione maggiore della Chevrolet Monza e della Pontiac Sunbird.
In totale, della Skyhawk prima serie, furono prodotti 125.311 esemplari.

## La seconda serie: 1982–1989
La seconda serie di Skyhawk, che venne basata sul pianale J della General Motors, debuttò nel febbraio del 1982 al salone dell'automobile di Chicago ed apparteneva alla categoria delle vetture compact. A differenza della prima serie, era a trazione anteriore. Inizialmente, la seconda generazione della Skyhawk era disponibile sono con carrozzeria berlina due e quattro porte. Questa seconda serie del modello era estremamente simile alla Chevrolet Cavalier, ed aveva installato di serie il motore "122" (questa la sua sigla) a quattro cilindri in linea e valvole in testa da 1,8 L di cilindrata. Esso erogava 88 CV di potenza ed era alimentato grazie ad un carburatore doppio corpo. Era disponibile, tra le opzioni, la versione con iniezione a corpo farfallato, prodotta in Brasile, che erogava 80 CV. Un motore con alimentazione a carburatore e distribuzione monoalbero, venne introdotto poco dopo il debutto della seconda serie della Skyhawk nei concessionari. Tale propulsore aveva una cilindrata di 2 L. Questa generazione di Skyhawk montava il motore in posizione anteriore. Tra le opzioni, era anche presente un cambio manuale a cinque rapporti. Le altre trasmissioni disponibili furono un cambio manuale a quattro rapporti ed un cambio automatico a tre marce.

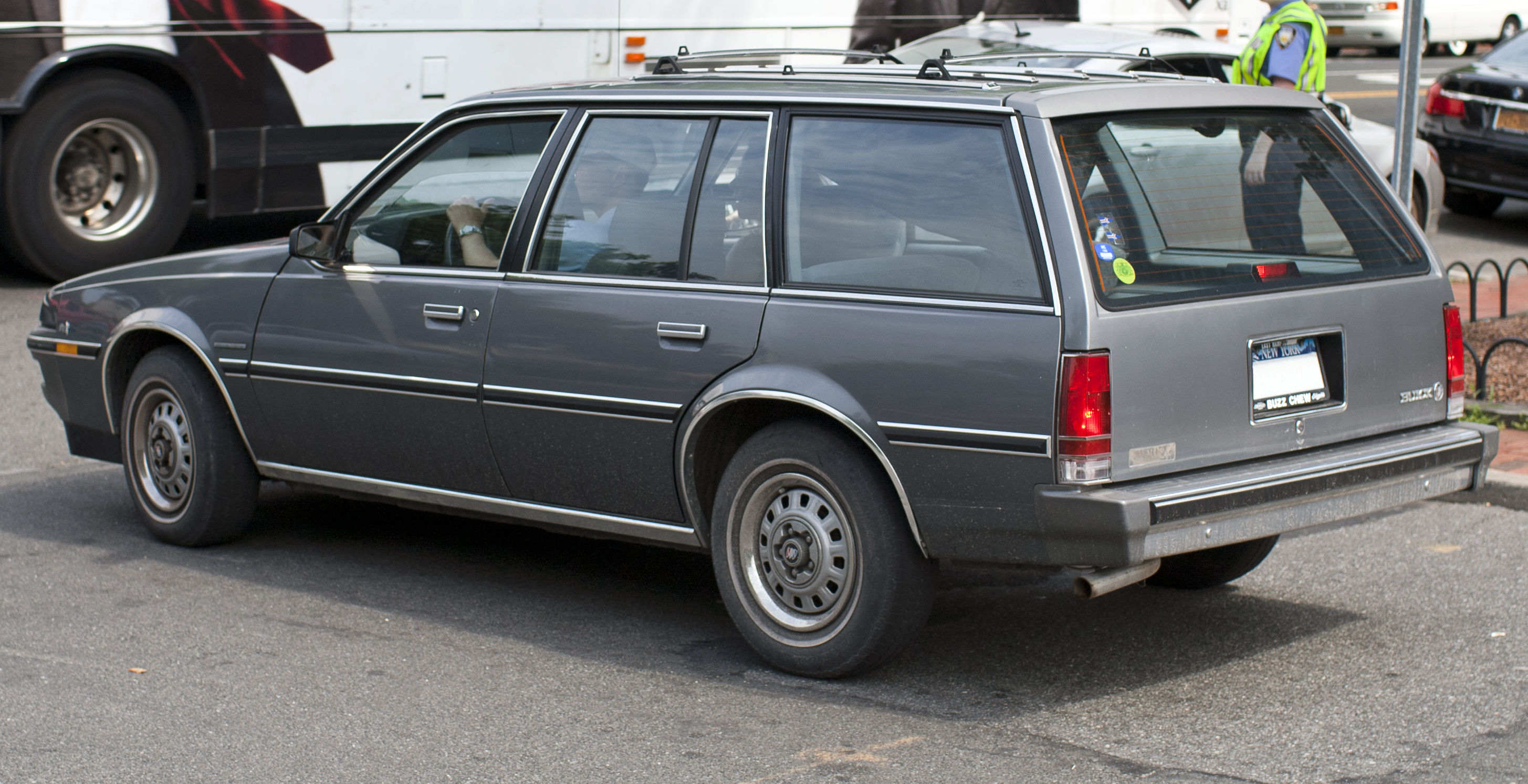
Una Buick Skyhawk versione familiare

Nel 1983 il motore da 1,8 L ad iniezione guadagnò 4 CV, mentre quello da 1,8 L a carburatore ed il motore da 2 L furono sostituiti da un propulsore a valvole in testa da 2 L di costruzione Chevrolet, che erogava 90 CV. Nell'anno citato fu introdotta la versione familiare quattro porte. L'anno seguente il modello fu oggetto di un aggiornamento, nell'occasione del quale furono installate delle prese d'aria più grandi per il raffreddamento e dei rivestimenti in gomma più ampi sui paraurti. Il motore da 2 L perse 4 CV, scendendo a 86 CV erogati. Poco dopo l'introduzione del modello del 1984, fu disponibile la versione turbocompressa ad iniezione multipoint del motore da 1,8 L prodotto in Brasile, che sviluppava 150 CV. Questo propulsore non fu disponibile con il cambio manuale a cinque rapporti. Nel 1984 fu stabilito il record annuale di vendite della Skyhawk, con 134.0796 esemplari commercializzati. Non ci furono cambiamenti nel 1985, a parte l'introduzione della versione hatchback due porte. Inoltre, sia il motore da 1,8 L che quello da 2 L erogavano ora la medesima potenza, 88 CV.
Nel 1987 il motore da 1,8 L è stato sostituito da due versioni del propulsore da 2 L, più precisamente una versione naturalmente aspirata, che erogava 96 CV, ed un'altra turbocompressa, che sviluppava 165 CV. Il motore a valvole in testa da 2 L rimase nei listini, ma ora erogava 90 CV. Nel 1988, restò sui mercati solo la Skyhawk Sports, mentre la versione hatchback fu tolta di produzione. Era disponibile anche la "Sport S/E" coupé due porte. Nell'anno citato il motore a valvole in testa e quello turbocompresso furono tolti dall'offerta.
Nel 1989, nonostante fosse l'ultimo anno di produzione, la Skyhawk fu aggiornata. Nell'occasione furono introdotte l'iniezione elettronica, un isolamento acustico e, sulla versione familiare, le cornici porta e finestrino in tinta. Nel 1989 furono prodotti 23.366 esemplari, che portarono il conto totale della produzione della Skyhawk seconda serie a 499.132 unità.
La seconda serie della Skyhawk, insieme alla Oldsmobile Firenza, furono assemblate a Kansas City dal 1982 al 1988, cioè fino a quando lo stabilimento della città citata venne chiuso. Nel 1989 la General Motors spostò quindi l'assemblaggio della Skyhawk a Janesville. La produzione della Skyhawk cessò comunque dopo il model year 1989.